# Бойл, Джон, 14-й граф Корк
Джон Уильям Бойл, 14-й граф Корк и 14-й граф Оррери (англ. John William Boyle, 14th Earl of Cork and 14th Earl of Orrery; 12 мая 1916-14 ноября 2003) — англо-ирландский дворянин и пэр. С 1965 по 1995 год именовался достопочтенным Джоном Бойлом.
Полная титулатура: 14-й барон Бандон-Бридж (с 8 августа 1995 года), 14-й граф Корк (с 8 августа 1995), 14-й виконт Бойл из Киналмики в графстве Корк (с 8 августа 1995), 15-й виконт Дангарван в графстве Уотерфорд (с 8 августа 1995), 11-й барон Бойл из Мартона в графстве Сомерсет (с 8 августа 1995), 14-й лорд Бойл из Брогхилла (с 8 августа 1995), 14-й граф Оррери (с 8 августа 1995), 14-й лорд Бойл из Йола в графстве Корк (с 8 августа 1995 года).

## Биография
Родился 12 мая 1916 года. Младший сын достопочтенного, майора Реджинальда Кортни Бойла (1877—1946), и Виолет Флауэр (1880—1974). Внук полковника Джеральда Эдмунда Бойла (1840—1927), правнук достопочтенного Джона Бойла (1803—1874), сына генерала Эдмунда Бойла, 8-го графа Корка и Оррери (1767—1856). Старший брат — Патрик Реджинальда Бойл (1910—1995), 13-й граф Корк и Оррери с 1967 года.
Джон Бойл получил образование в школе Хэрроу и королевском колледже Лондона, который окончил в 1937 году, получив степень бакалавра естественных наук. Он участвовал во Второй мировой войне, дважды упоминаясь в депешах. Он получил звание лейтенант-коммандера в королевском военно-морском добровольческом резерве. В 1945 году он был награжден Крестом за выдающиеся заслуги.
Член института инженеров-механиков. В 1952 году он был награжден Орденом добровольческих офицеров запаса королевского военно-морского флота. Также он был назначен стипендиатом института гражданских инженеров.
В августе 1995 года после смерти своего старшего брата, Патрика Бойла, 13-го графа Корка (1910—1995), не имевшего потомства, Джон Бойл унаследовал графские и остальные титулы первого.
Лорд Корк скончался 14 ноября 2003 года в возрасте 87 лет.

## Семья
16 октября 1943 года Джон Уильям Бойл женился на Мэри Лесли Гордон-Финлейсон, дочери генерала сэра Роберта Гордона-Финлейсона (1881—1956) и Мэри Лесли Ричмонд. У супругов было трое сыновей:
- Джон Ричард Бойл, 15-й граф Корк (род. 3 ноября 1945)
- Достопочтенный Роберт Уильям Бойл (род. 5 марта 1948)
- Достопочтенный Чарльз Реджинальд Бойл (род. 3 января 1957).